# DTDP-6-dezoksi-L-taloza 4-dehidrogenaza (NAD+)
-6-dezoksi--taloza 4-dehidrogenaza (+) (EC 1.1.1.339, tll (gen)) je enzim sa sistematskim imenom dTDP-6-dezoksi-beta-L-taloza:NAD+ 4-oksidoreduktaza. Ovaj enzim katalizuje sledeću hemijsku reakciju
-6-dezoksi-beta-L-taloza + NAD+ {\displaystyle \rightleftharpoons } dTDP-4-dehidro-6-dezoksi-beta-L-manoza + NADH + H+
Ovaj enzim je izolovan iz bakterije Aggregatibacter actinomycetemcomitans, u kojoj učestvuje u biosintezi serotip c-specifičnog polisaharidnog antigena. On nije aktivan sa NADP+.

## Literatura
- Nicholas C. Price; Lewis Stevens (1999). Fundamentals of Enzymology: The Cell and Molecular Biology of Catalytic Proteins (Third изд.). USA: Oxford University Press. ISBN 019850229X.
- Eric J. Toone (2006). Advances in Enzymology and Related Areas of Molecular Biology, Protein Evolution (Volume 75 изд.). Wiley-Interscience. ISBN 0471205036.
- Branden C; Tooze J. Introduction to Protein Structure. New York, NY: Garland Publishing. ISBN 0-8153-2305-0.
- Irwin H. Segel. Enzyme Kinetics: Behavior and Analysis of Rapid Equilibrium and Steady-State Enzyme Systems (Book 44 изд.). Wiley Classics Library. ISBN 0471303097.

## Spoljašnje veze
- DTDP-6-deoxy-L-talose+4-dehydrogenase+(NAD+) на 